# 賀逢舜
賀逢舜（1543年—？），字一中，號涧南，湖廣長沙府益陽縣人，軍籍，明朝政治人物。

## 生平
嘉靖四十年（1561年）辛酉科湖廣鄉試第四十五名，萬曆五年（1577年）丁丑科會試第十二名，登三甲第八十五名進士。初授浙江绍兴府上虞县知县，任内推行新政常平仓法。后任江西临江府峽江縣知县。秩滿，萬曆十四年（1586年）升戶部主事，兩奉敕督理蘇州滸墅鈔關、臨清廠閘。升工部员外郎。他曾刻印过张献翼辑《文苑英华摘粹》10卷，现藏于重庆市图书馆、美国国会图书馆。

## 家族
曾祖賀誠，曾任壽官；祖父賀憲，舉人，曾任知縣；父賀鳳梧，字文端，號松涧，曾任陕州判官。母周氏。具庆下。兄逢堯。弟逢禹、逢周。